# Sphaerolaimus duplex
Sphaerolaimus duplex är en rundmaskart som beskrevs av Allgen 1952. Sphaerolaimus duplex ingår i släktet Sphaerolaimus och familjen Sphaerolaimidae. Inga underarter finns listade i Catalogue of Life.